# 少毛白花苋
少毛白花苋（学名：Aerva glabrata）是苋科白花苋属的植物。分布于印度以及中国大陆的广东、云南、广西、贵州等地，生长于海拔2,500米的地区，多生长在山坡荫处，目前尚未由人工引种栽培。